# Carex catamarcensis
Carex catamarcensis är en halvgräsart som beskrevs av Charles Baron Clarke och Georg Kükenthal. Carex catamarcensis ingår i släktet starrar, och familjen halvgräs. Inga underarter finns listade i Catalogue of Life.